# Hylaeus sublateralis
Hylaeus sublateralis är en biart som först beskrevs av Cockerell 1914.  Hylaeus sublateralis ingår i släktet citronbin, och familjen korttungebin. Inga underarter finns listade i Catalogue of Life.